# Ports de Paris
Pour les articles homonymes, voir PAP.
 (août 2022).
HAROPA PORT | Paris, anciennement le port autonome de Paris, est devenu HAROPA Port au 1er juin 2021. C'est un établissement public placé sous la tutelle de la direction générale des infrastructures, des transports et des mobilités au ministère de la Transition écologique et de la Cohésion des territoires. 
Il contribue à positionner HAROPA PORT comme 1er port fluvial français ainsi que 1er port fluvial européen pour le transport de passagers. Son réseau est composé de 4 agences portuaires, de 6 plateformes multimodales et de 70 ports urbains répartis en Île-de-France. Il emploie 200 personnes. 

## Installations portuaires
L'ensemble géré par HAROPA PORT | Paris comprend 1 300 hectares (circonscription terrestre) répartis le long de la Seine et ses affluents :
- l'Oise ;
- la Marne ;
- le Loing.

Les installations du port sont réparties :
- au port de Gennevilliers, dans les Hauts-de-Seine, première plateforme multimodale d'Île-de-France ;
- en Seine aval avec notamment le port de Limay dans les Yvelines, première plateforme fluviale d'Île-de-France ;
- dans Paris, avec 30 ports urbains et 22 escales fluviales ;
- et en amont de Paris avec notamment le port de Bonneuil-sur-Marne, dans le Val-de-Marne, deuxième plateforme multimodale d'Île-de-France.

## Activité

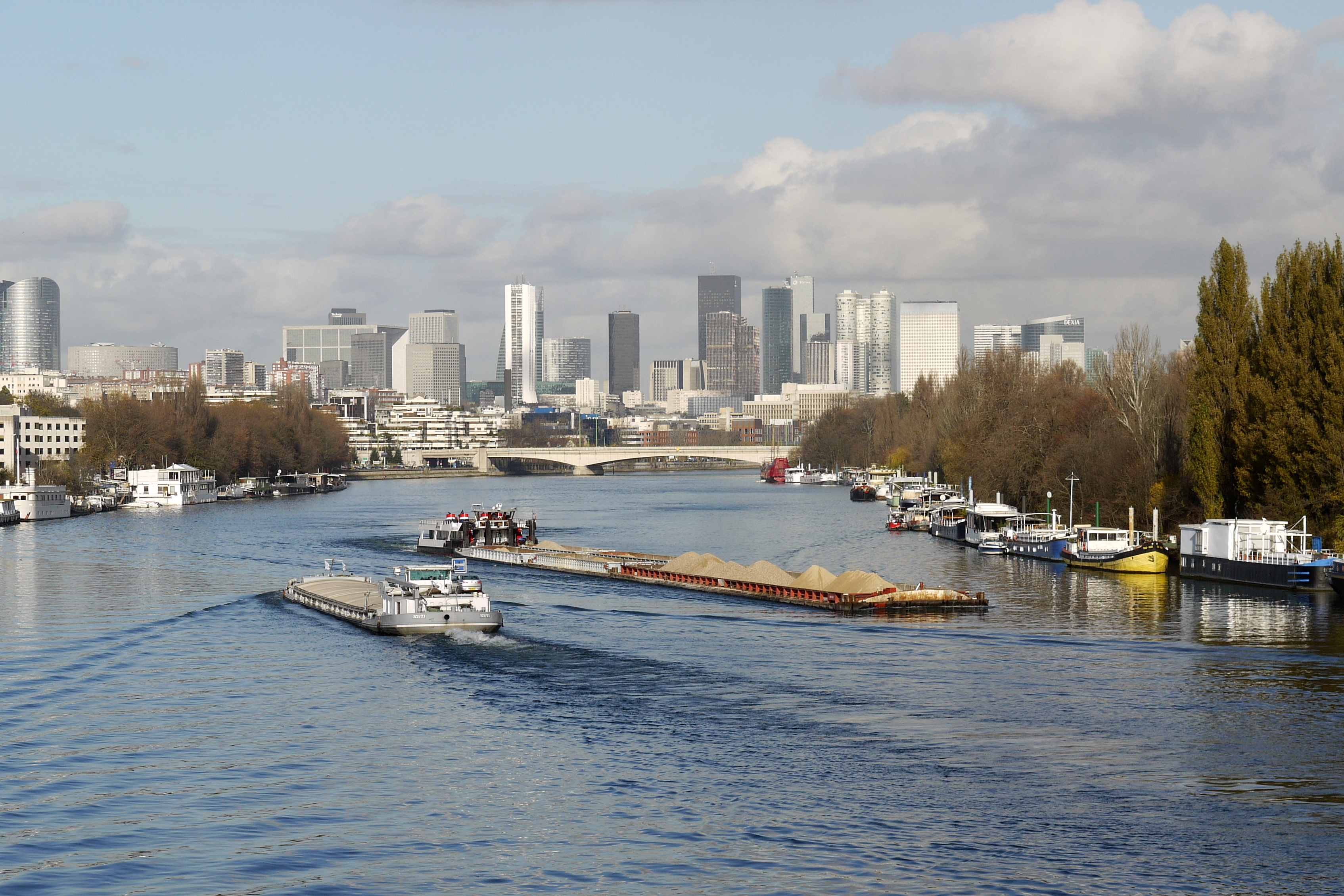
Deux péniches se croisent sur la Seine au niveau du bois de Boulogne.

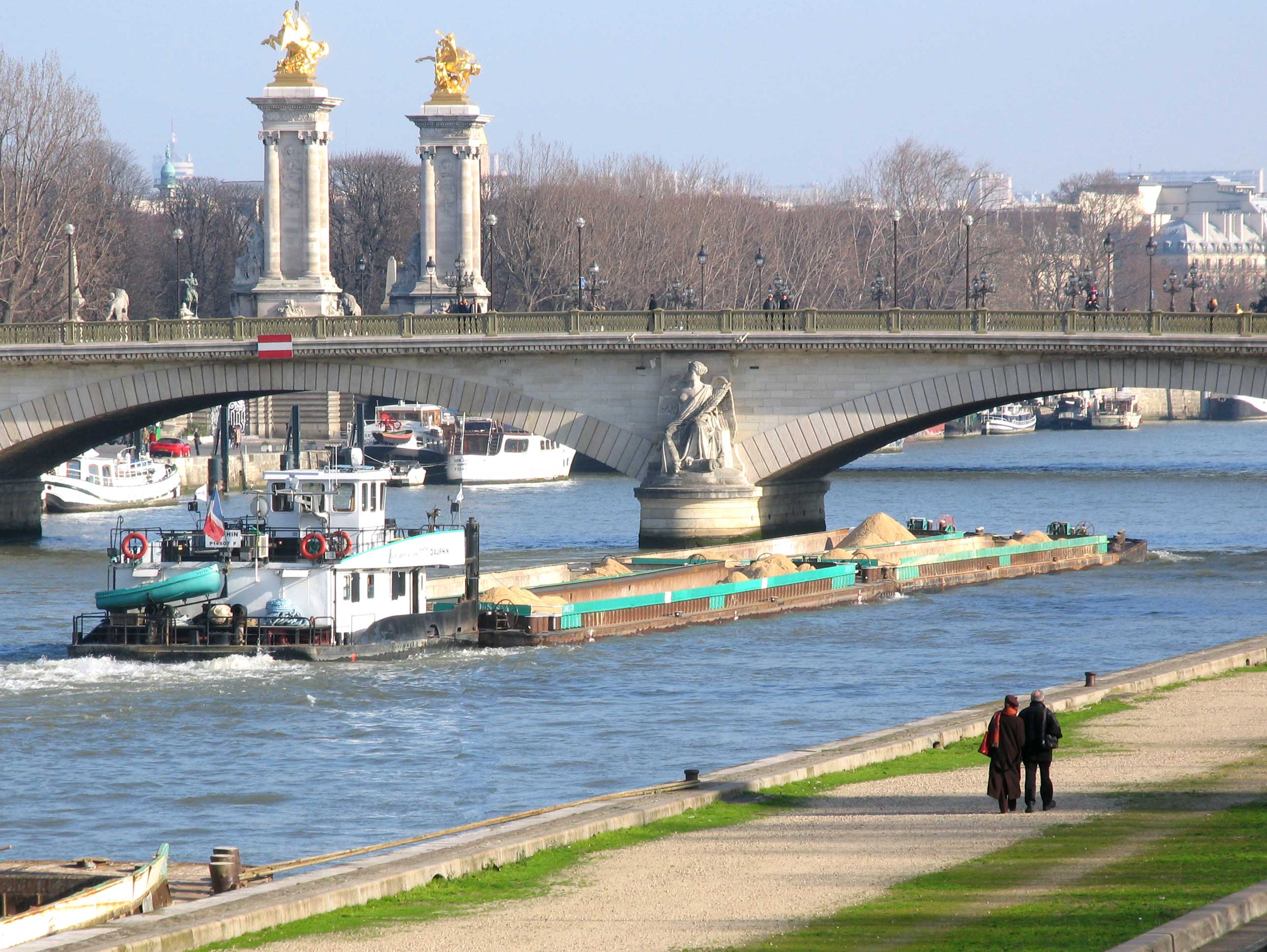
Un pousseur avec 4 barges de sable passe sous un pont de Paris.

En 2023, le trafic fluvial annuel en Île-de-France s'élevait à 20 millions de tonnes de marchandises. C'est plus de 9 millions de passagers qui sont transportés chaque année sur la Seine (grâce aux croisières promenade ou croisières avec hébergement). 

## Histoire
Le PAP a eu le statut d'établissement public à caractère industriel et commercial (EPIC). Il a été placé sous la tutelle du Ministère de la Transition écologique et de la Cohésion des territoires. 
En février 2010, à l'occasion de ses quarante ans, le port autonome de Paris adopte une nouvelle dénomination commerciale et devient Ports de Paris (PDP). 
À partir de la fin 2013, il participe au groupement d'intérêt économique « HAROPA », regroupant les ports du Havre, de Rouen et de Paris.
Au 1er juin 2021, il a fusionné avec les ports du Havre et de Paris pour former HAROPA PORT, le port fluvio-maritime de l'axe Seine. 

## Historique de ses missions légales
La loi no 68-917 du 24 octobre 1968 relative au port autonome de Paris l'avait doté de : « la personnalité civile et de l'autonomie financière. Il est placé sous la tutelle du ministre de l'Équipement et du Logement et soumis au contrôle économique et financier de l'État ».
Il était alors chargé de s'assurer du bon état et des bonnes conditions des installations portuaires fluviales publiques assurant le transport des marchandises et passagers. Il engage les investissements neufs nécessaires. Il en assurait la promotion, ces installations comprenant également les voies d'approche telles que routes et voies ferrées.
Après accord des collectivités locales intéressées, il pouvait aussi participer à « toutes activités ayant pour objet l'utilisation ou la mise en valeur des voies navigables dans le périmètre de sa circonscription ».
Il est également chargé de la « gestion du domaine immobilier qui lui est affecté ».
Il peut exercer, « notamment par l'intermédiaire de prises de participations dans des personnes morales, des activités ou réaliser des acquisitions dont l'objet est de nature à concourir, à l'intérieur ou à l'extérieur de sa circonscription, au développement du port ».

## Foncier

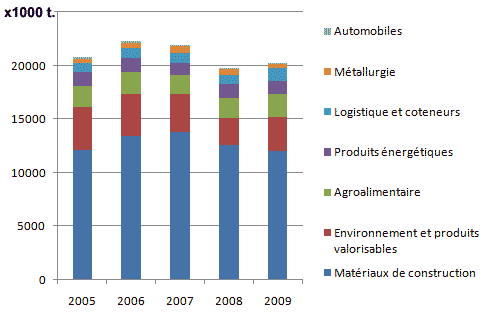
Ventilation de l'activité par nature de fret entre 2005 et 2009.

Les biens de l'État lui ont été transférés et affectés  au 1er janvier 2011 « en pleine propriété, à l'exception de ceux relevant du domaine public fluvial naturel. Ce transfert est gratuit et ne donne lieu à paiement d'aucune indemnité, droit, taxe, salaire ou honoraires.
Dans le cas de la cession de biens immobiliers remis en pleine propriété à Ports de Paris en application du présent article, Ports de Paris reverse à l'État 50 % de la différence existant entre, d'une part, le produit de cette vente et, d'autre part, la valeur actualisée de ces biens à la date où ils lui ont été transférés, majorée des investissements de Ports de Paris dans ces biens.
Les terrains, berges, quais, plans d'eau, outillages immobiliers et, d'une manière générale, tous les immeubles du domaine public nécessaires à l'exercice des missions définies à l'article 1er à l'intérieur de la circonscription du port autonome de Paris sont incorporés de plein droit dans le domaine public de Ports de Paris », avec deux exceptions :
1. Les plans d'eau et berges des rivières domaniales non affectés au service du port ainsi que les ouvrages de navigation ;
2. Le canal Saint-Martin, le canal Saint-Denis et le canal de l'Ourcq, et leurs dépendances, qui restent propriété des collectivités locales intéressées.

## Galerie de photographies

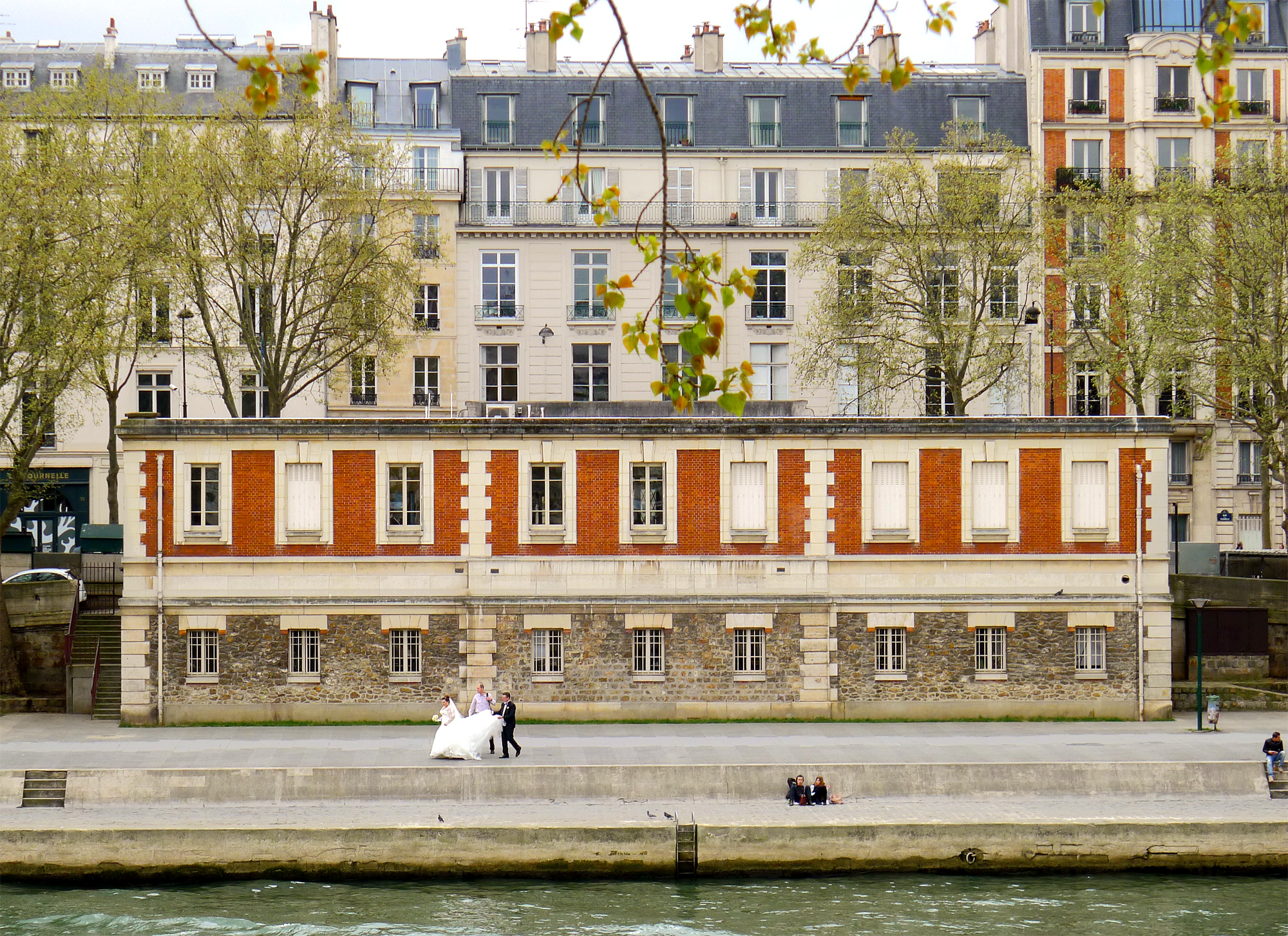
Ancien bâtiment de l'Inspection générale de la navigation occupé par Port autonome de Paris (n°2, quai de la Tournelle - Paris 5e).
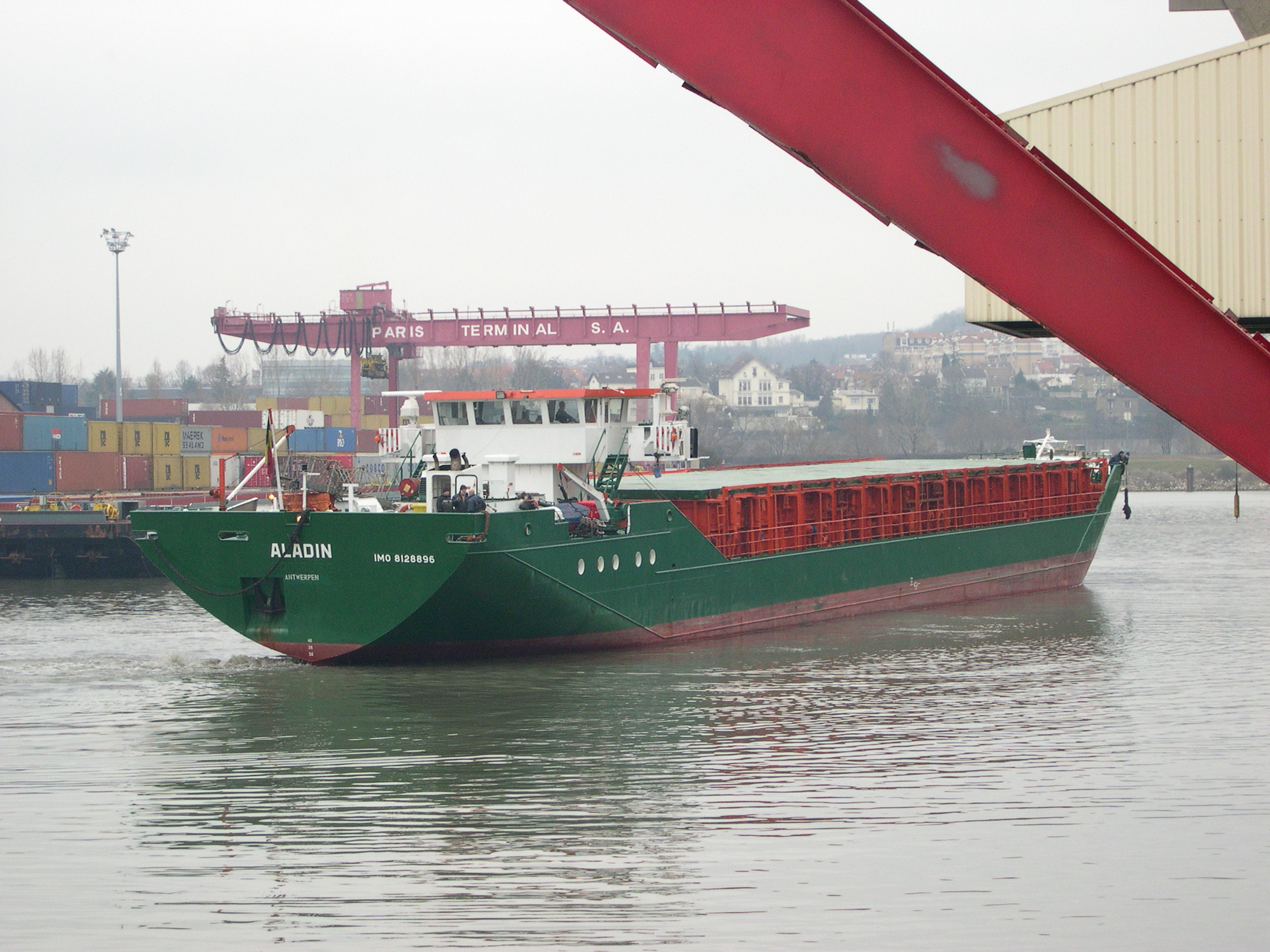
Cargo fluvio-maritime arrivant à Gennevilliers.
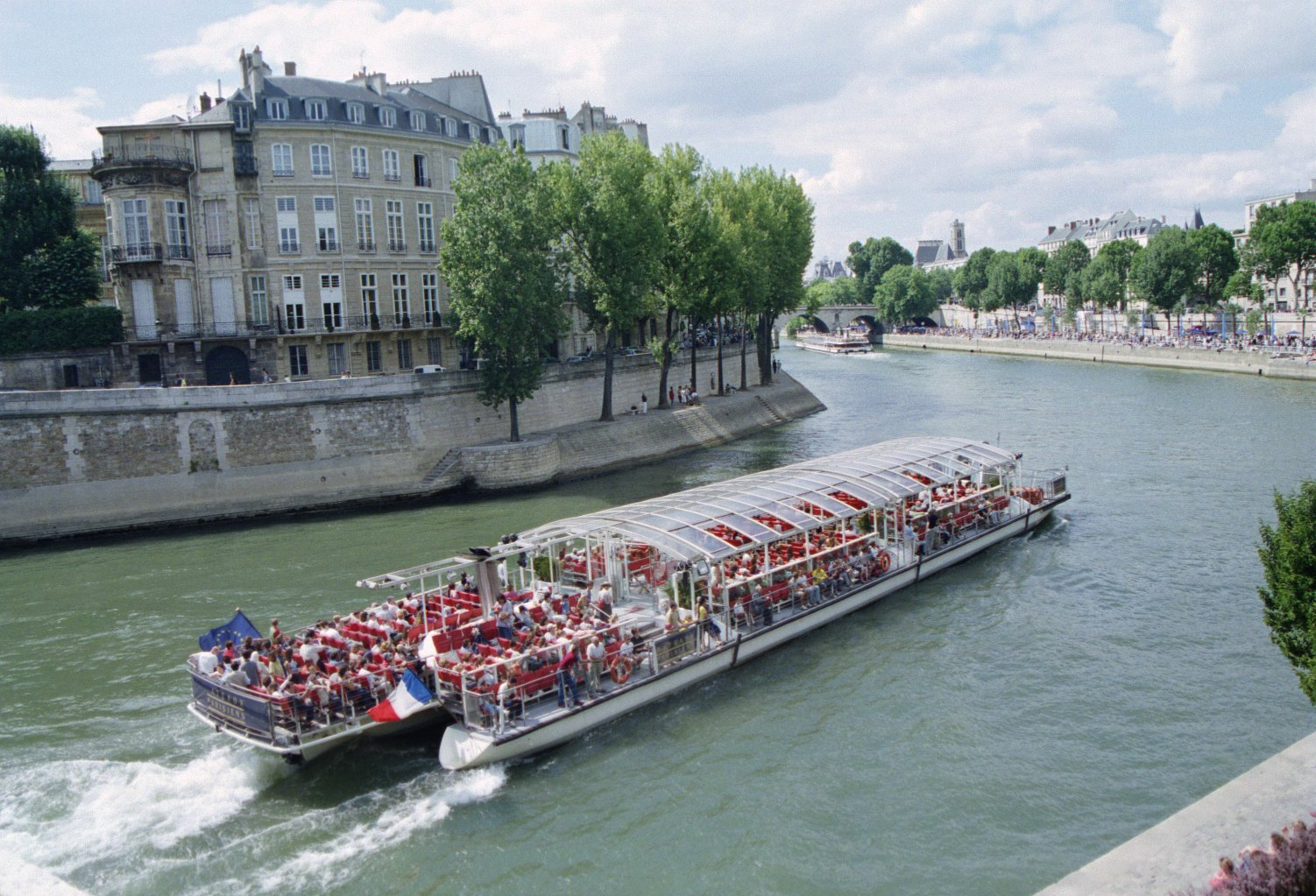
Bateau-mouche sur la Seine.
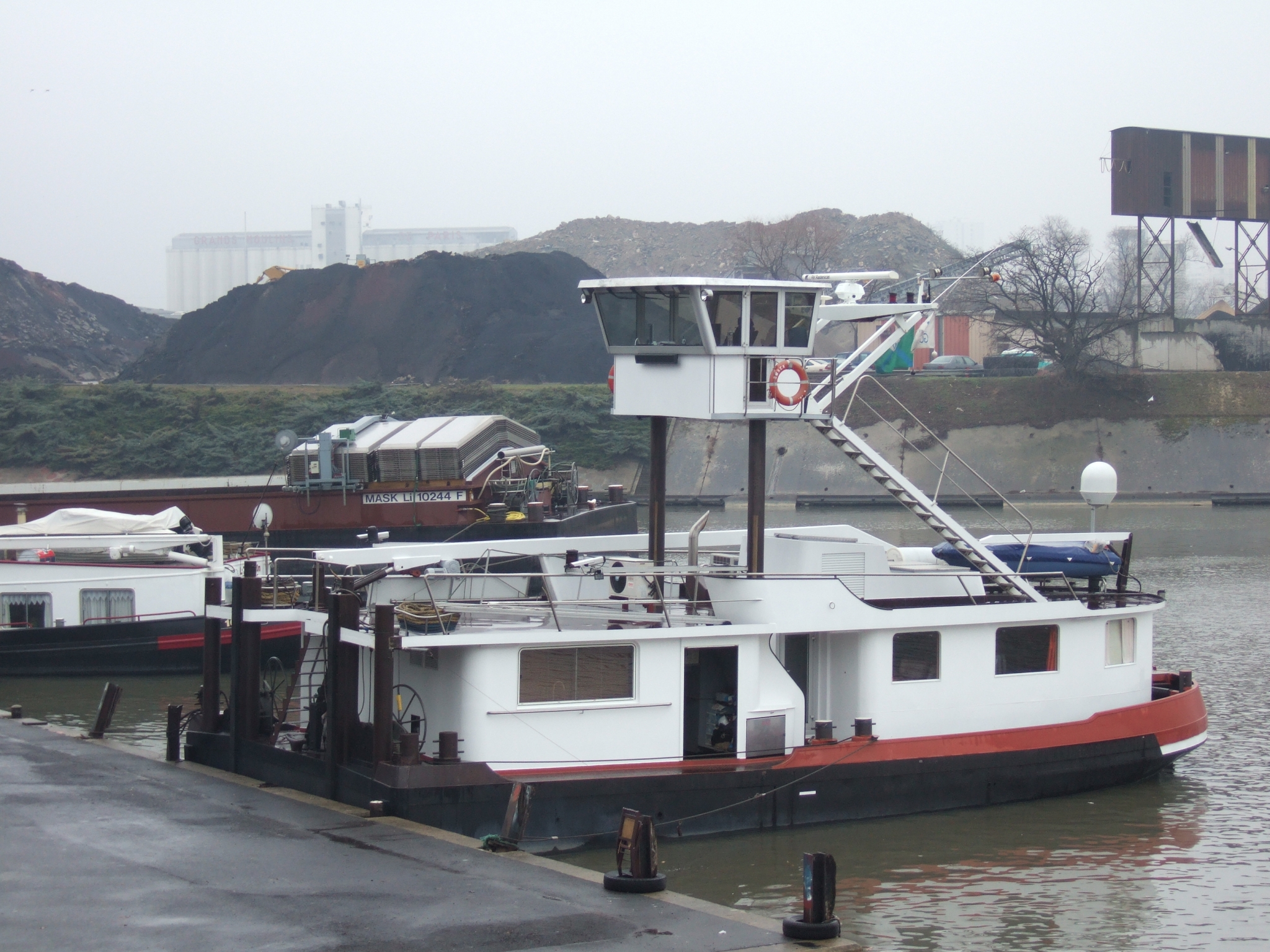
Pousseur en attente au port de Gennevilliers.